# Al-Kala
Al-kala és una paraula àrab que vol dir castell o fortalesa.
Va passar a la llengua castellana formant Alcalá, i menys comunament Cala o Calat, que porten nombroses ciutats sent les principals:
- Alcalá de Henares
- Alcalá la Real
- Alcalá de Guadaira
- Calahorra (Kala Hurra)
- Calatrava (Kalat Rabah)
- Calataiud (Kalat Ayyub)
- Calatorao (de Turab = terra)
- Calatañazor (Kalat al-nusur)

Alcolea deriva del diminutiu al-Kulaya (castellet) i el porten entre d'altres:
- Alcolea del Pinar
- Alcolea del Cinca

La zona de l'antic comtat de Castella i Àlaba eren anomenats pels àrabs com al-Kila (els Castells) de la que va derivar Castella. És possible que el nom Catalunya derivi de Cala o Calat amb el llati "launia" (terra de castells).